# Kanton Anglès
Kanton Anglès (francouzsky Canton d'Anglès) je francouzský kanton v departementu Tarn v regionu Midi-Pyrénées. Tvoří ho tři obce.

## Obce kantonu
- Anglès
- Lamontélarié
- Lasfaillades